# Caroline Dahl
Caroline Dahl Jónsdóttir (født 27. august 1989) er en dansk skuespiller. Hun er barnebarn af skuespiller Lisbet Dahl.
Dahl debuterede i tv-serien Sommer i 2008. Hun har desuden medvirket i filmene Camping (2009) og Sandheden om mænd (2010).
Caroline Anna Dahl Jónsdóttir begyndte en karriere som kunstner i 2018 efter tidligere at have arbejdet som skuespiller.

## Filmografi

### Film
| År   | Titel             | Rolle | Noter |
| ---- | ----------------- | ----- | ----- |
| 2009 | Camping           |       |       |
| 2010 | Sandheden om mænd |       |       |
| 2015 | Familiens ære     | Nanna |       |

### TV-Serier
| År        | Titel        | Rolle     | Noter      |
| --------- | ------------ | --------- | ---------- |
| 2008-2009 | Sommer       | Lotte     |            |
| 2016      | SJIT Happens | Fuld pige | 2 episoder |